# Antoni Ponikowski
Antoni Ponikowski (né le 29 mai 1878 à Siedlce, mort le 27 décembre 1949 à Varsovie est un académicien et un homme d'État polonais. Il est premier ministre de Pologne de septembre 1921 à juin 1922.